# Brunpucklig trågspinnare
Brunpucklig trågspinnare (Nola confusalis) är en fjärilsart som först beskrevs av Herrich-Schäffer 1847.  Brunpucklig trågspinnare ingår i släktet Nola, och familjen trågspinnare. Arten är reproducerande i Sverige.

## Bildgalleri

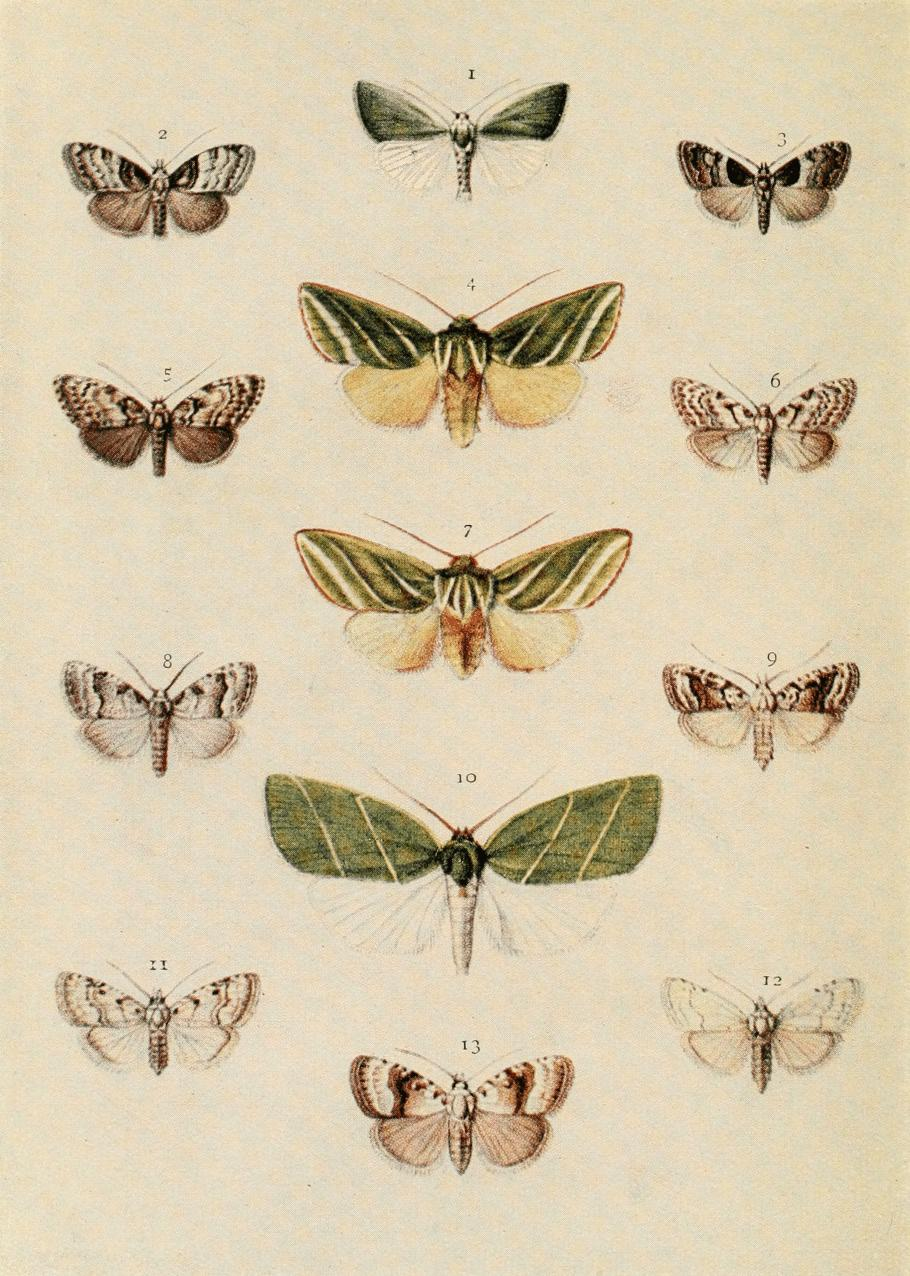
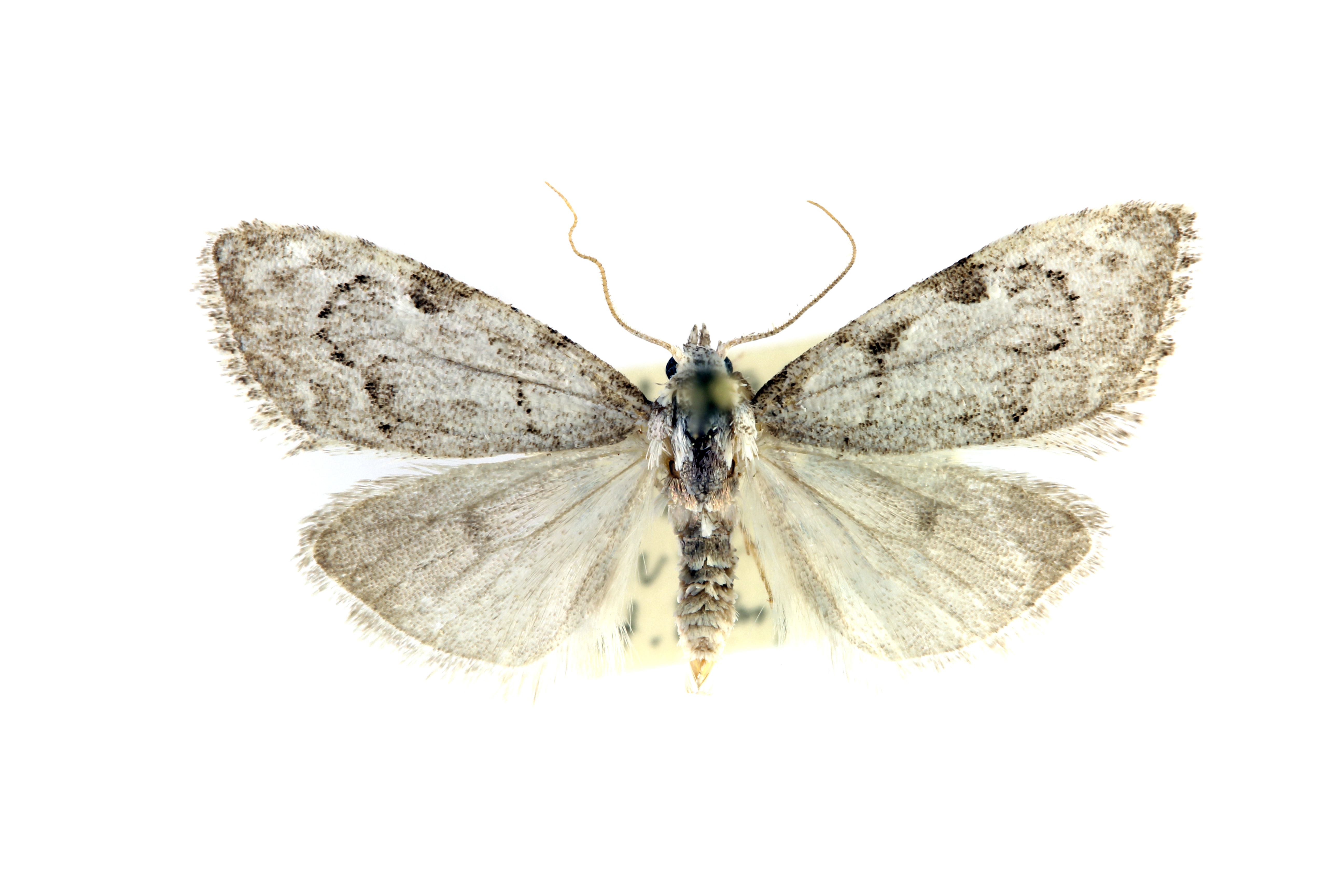
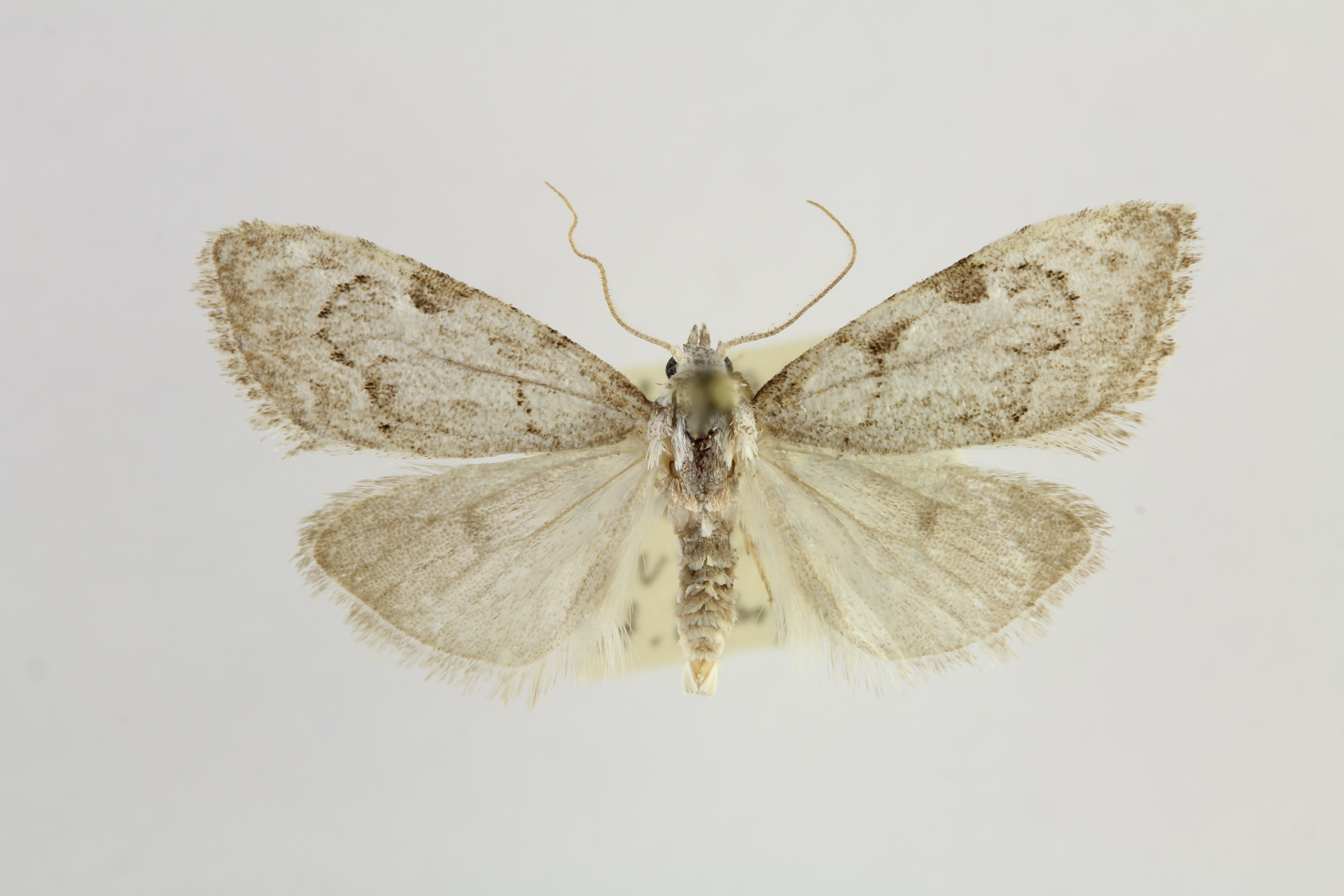
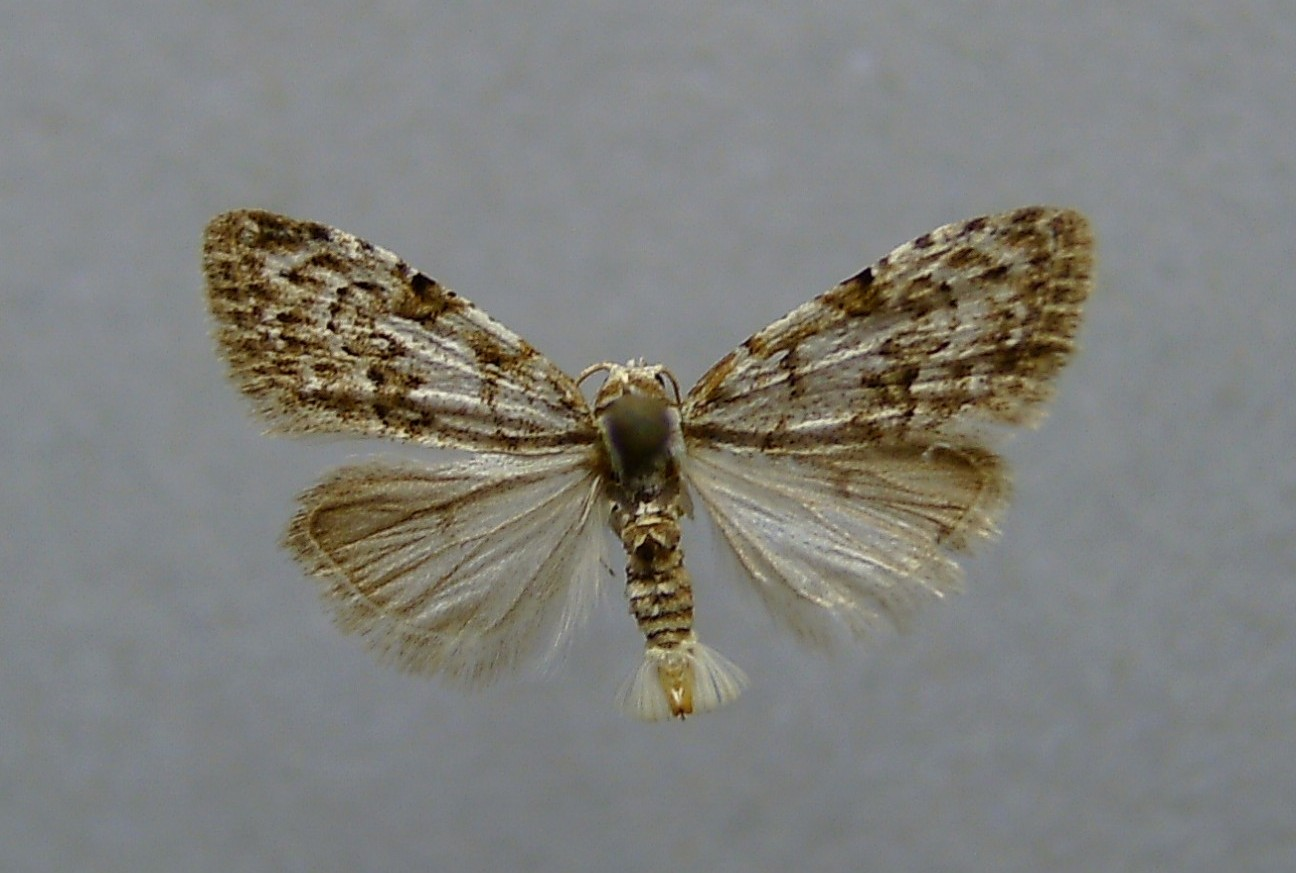
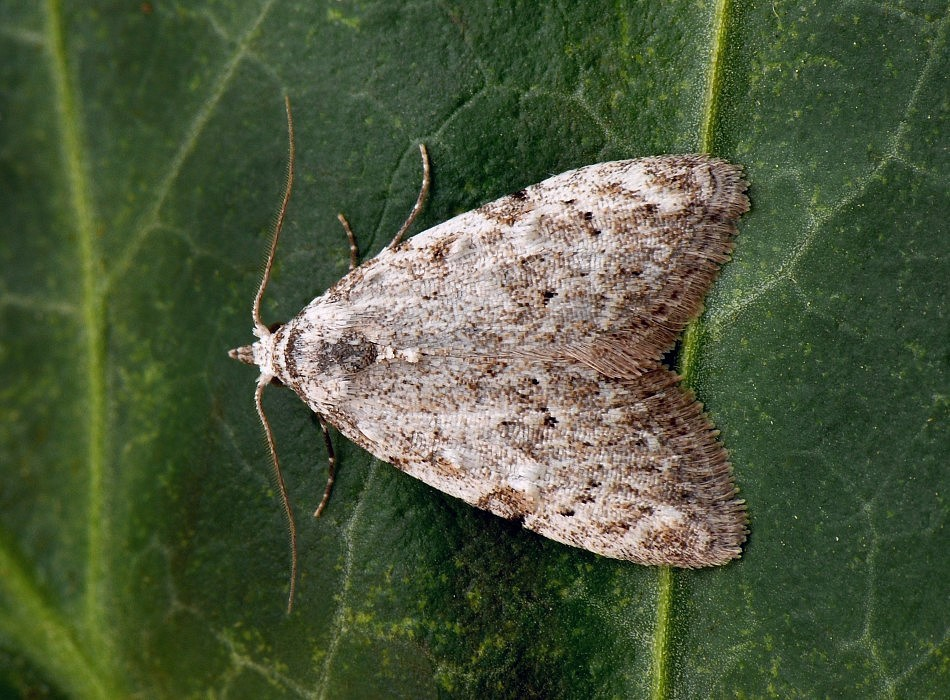